# NGC 2629
NGC 2629 è una galassia lenticolare situata nella costellazione dell'Orsa Maggiore, a una distanza di circa 174 milioni di anni luce dalla nostra Via Lattea.

## Scoperta
La galassia è stata scoperta il 30 settembre 1802 dall'astronomo britannico di origine tedesca William Herschel.

## Gruppo di IC 520
NGC 2629 fa parte del Gruppo di IC 520. Oltre a IC 520, del gruppo fanno parte almeno altre due galassie, cioè NGC 2614 e NGC 2646.